# German Lager vs. Irish Stout
German Lager vs. Irish Stout é um álbum split lançado em 1998[carece de fontes?] pelas bandas de punk rock Dropkick Murphys e Oxymoron. O álbum foi lançado na Europa em três cores diferentes pela Knockout Records.

## Faixas
| Lado A |                                          |         |  |
| N.º    | Título                                   | Duração |  |
| 1.     | "10 Years of Service" (Dropkick Murphys) | 2:57    |  |
| 2.     | "Watch Your Back" (Dropkick Murphys)     | 1:56    |  |

| Lado B |                               |         |  |
| N.º    | Título                        | Duração |  |
| 1.     | "Faces From Below" (Oxymoron) | 2:30    |  |
| 2.     | "Weirdoz" (Oxymoron)          | 3:07    |  |